# Inge Haagensen
Inge Haagensen, född 31 augusti 1919 i Næstved, död 28 april 1983, var en dansk författare och poet.
Haagensen kom från en köpmannafamilj. Efter moderns död 1932 flyttade familjen till Karlslunde och Fredericia. Efter preliminärexamen 1936 blev hon utbildad barnskötare 1937. Hon debuterade som författare 1948 med diktsamlingen Blindede øjne. Året därpå gav hon ut romanen Vi ser aldrig det hele och tilldelades H.C. Andersen-Mindemedaillen samma år. Hon har också skrivit romanerna Pigen med modermærket (1950), Derhen, hvor du ikke vil (1961), De udsatte (1963) och diktsamlingen Skæbne (1965), som räknas till hennes främsta verk. Karaktäristiskt för hennes författarskap är en religiös tro på lidandets mening. Hon skrev även dikter och noveller till olika antologier och tidskrifter.
Haagensen var äldre syster till överläkaren Niels Erik Haagensen.

## Utmärkelser och priser
- H.C. Andersen-Mindemedaillen (1949)
- Emma Bærentzens Legat (1954)
- Direktør J.P. Lund og hustru Vilhelmine Bugge's Legat (1954)
- Thit Jensens Forfatterlegat (1956)
- Sophus Michaëlis' Legat (1961)